# Tóth Antal (tanár)
Tóth Antal (Szeged, Csongrád vármegye, 1843. június 17. – Szeged, 1921. január 14.) piarista áldozópap és gimnáziumi tanár, népiskolai felügyelő.

## Élete
A VIII. osztályt szülővárosában befejezve, 1860. szeptember 16-án a rendbe lépett Vácon. A noviciátusi év után mint próbaéves tanár Léván tanított, 1862-63-ban egyúttal magánúton tanulta a teológiát, melyet Nyitrán fejezett be. 1866. március 28-án szerzetesi fogadalmat tett, 1867. augusztus 17-én pappá szentelték. Tanított Szegeden (1864-69), Veszprémben (1869-71), Vácon (1871-1873), majd ismét Szegeden (1873-83), ahol a matematika, fizika és vegytan tanára volt. 1883-tól 1888-ig Kecskeméten igazgatótanár volt és 1888-tól 1917-ig Szegeden az elemi népiskolák felügyelője. 1918–tól haláláig nyugdíjasként élt Szegeden.
Sok cikket írt a Szegedi Hiradóba, Szegedbe, Szegedi Naplóba és a Néplapba; czikkei a váczi főgymnasium Értesítőjében (1873. A desinfectióról); a szegedi főgymnasium Értesítőjében (1877. Az alchimisták kora, vázlat a vegytan történetéből, 1882. A természettani és vegytani találmányoknak s felfedezéseknek idő- és névadatos repertóriuma); a Dugonics János Évkönyvében (Nőnevelés).

## Munkái
- Szerves vegytan rövid vázlatban a polgári leányiskolák számára. Szeged, 1874
- Jubilate Deo! Imádságos és énekes könyv a róm. kath. tanuló-ifjuság használatára. Szeged, 1902. Aczélm.(Niedermayer Antallal)
- Husz év a tanyai iskolák életéből. Tóth Jánosnak, a tanyai iskolák bold. apostolának emlékezetére. Uo. 1907 (különny. a szegedi tanyai iskolák Értesítőjéből. Ism. M. Állam 261. sz.)